# Kagegaffel
En kagegaffel eller dessertgaffel er en gaffel, der er designet til at spise kage og andre desserter fra en tallerken. Gaflen ar tre eller fire tænder, hvoraf én af de to yderste tænder er bredere og flad, og kan bruges til at skære kagen over i mindre bidder, ligesom en kniv. Den bliver typisk designet, så den kan bruges med højre hånd, så den brede tand sidder til venstre, men de eksisterer også til venstrehåndede, hvor den brede tand er i højre side.
Kagegafler er normalt mellem 10 og 17 cm, afhængig af om det er til kaffestel eller sølvtøj.
Kagegaflen blev opfundet af Francis Higgins i 1886 i London. Flere steder er det angivet at Anna Mangin har opfundet kagegaflen, men hendes værktøj var til at blande kagedej og ikke til at spise med, og hun fik patent på sin opfindelse i 1892.